# Dimitri Djollo
Dimitri Djollo (* 5. Mai 1988 in Nieuwegein) ist ein niederländischer Fußballspieler.

## Karriere
Djollo begann seine Karriere mit SV Geinoord. Später wechselte er in die Jugend des FC Utrecht  und von dort ging er am 6. November 2007 zu TOP Oss.
Der Angreifer gab sein Debüt für TOP Oss am 17. August 2007 beim 1:1 unentschieden gegen den FC Dordrecht in der Eerste Divisie. Nach drei Jahren für TOP Oss, wechselte er am 11. August 2010 zum GVVV. Im September 2011 bekam er eine Einladung zum Probetraining in Rumänien mit FC Politehnica Timișoara, konnte aber nicht überzeugen und kehrte zu Gelders zurück. Am 13. Juni 2011 gab er seinen Wechsel vom Gelders Veenendaalse Voetbal Vereniging zur Zaterdag Sportvereniging Sportlust '46 bekannt.